# Estádio Dasharath
O Estádio Dasharath (em nepali: दशरथ रंगशाला) é um estádio multiuso localizado em Catmandu, capital do Nepal, inaugurado em 1956. É o maior estádio do país em capacidade de público, sendo oficialmente a casa onde a Seleção Nepalesa de Futebol manda suas partidas amistosas e oficiais. Além disso, os clubes da capital New Road, Ranipokhari Corner, Three Star e Manang Marshyangdi também mandam seus jogos oficiais por competições nacionais e continentais no estádio, que tem capacidade para 25 000 espectadores.

## Homenagem
Seu nome rende homenagem à Dashrath Chand, político e revolucionário nepalês considerado um dos mártires da luta pela independência do Nepal do domínio colonial britânico durante o século XX.